# Heilig Kruiskerk (Hildesheim)
De katholieke Kerk van het Heilig Kruis (Duits: Kirche Zum Heiligen Kreuz) behoort tot de historische kerkgebouwen in de binnenstad van de Nedersaksische plaats Hildesheim.

## Geschiedenis en architectuur

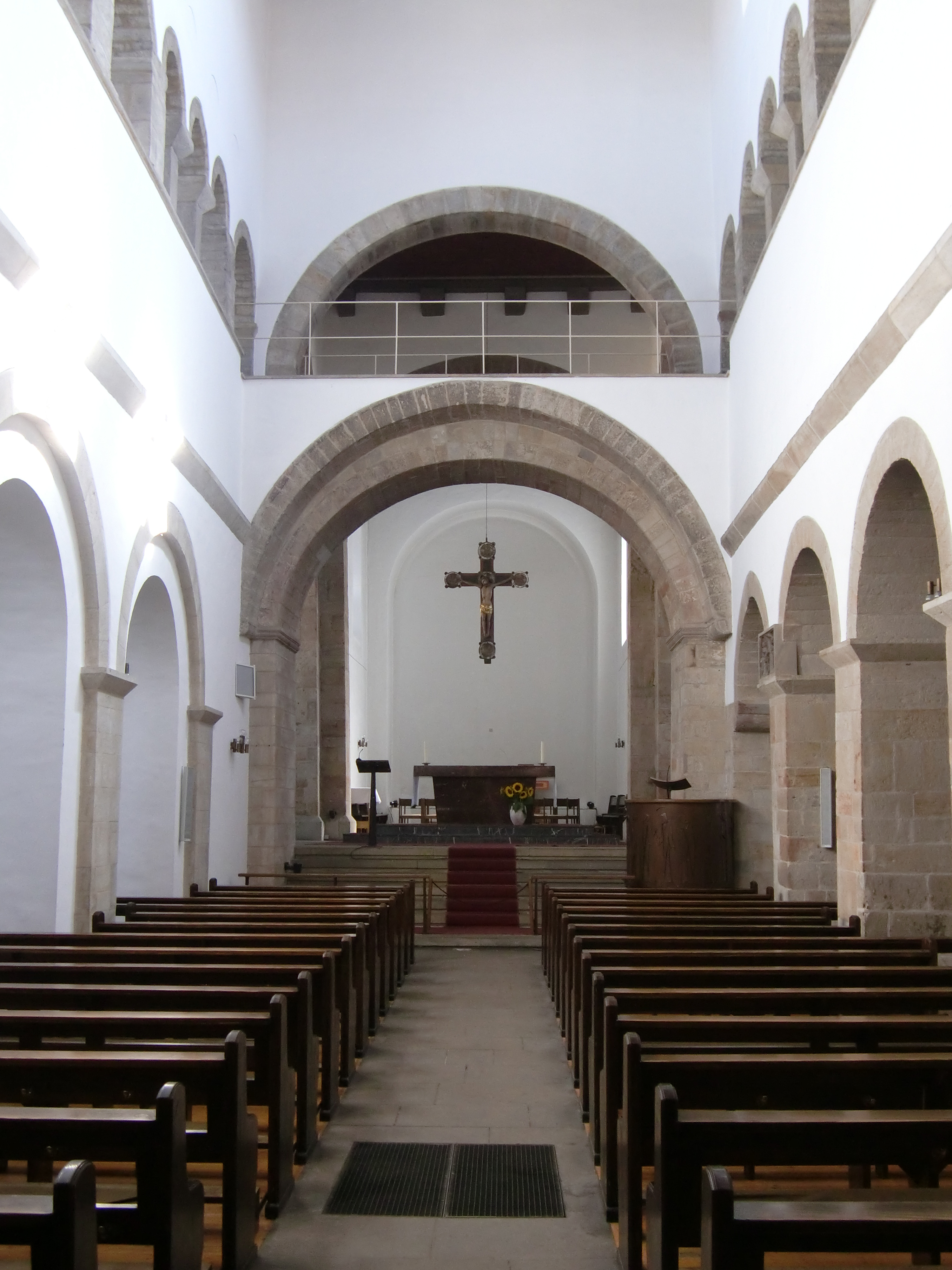
Overzicht interieur

Oorspronkelijk bevond zich op de plaats van de kerk een poortgebouw ter verdediging van het nog niet versterkte gebied ten oosten van de domkerk. Nadat de bouw van een muur de verdedigingsfunctie van het poortgebouw overbodig maakte, liet Bisschop Hezilo (1054–1079) het huis van oorlog verbouwen tot een huis van vrede en een koorherenstift oprichten. In de kerk liet hij een deel van de in Hildesheim aanwezige kruisrelieken onderbrengen.
De structuur van het middenschip stamt voor een groot deel van het oude verdedigingswerk. De oostelijke afsluiting van het middenschip wordt gemarkeerd door een ongebruikelijk brug in de vieringsboog, waarachter zich het dwarsschip met de achthoekige vieringstoren en het rechthoekige koor bevinden. Aan de wereldse oorsprong herinneren ook de pijlers, die in plaats van zuilen de boogopeningen naar de zijschepen dragen. De zijschepen zelf dateren van een latere periode. Het zuidelijke zijschip werd met de zijkapellen tijdens een gotische verbouwing toegevoegd, het noordelijk zijschip ontstond na 1700, toen dit deel van het middenschip door instabiliteit van de bodem bouwvallig werd. Deze barokke toevoeging is bijna even breed als het middenschip.
Het exterieur van de kerk vertegenwoordigt ook de barokke stijl. Voor de westelijke gevel naar Italiaans voorbeeld werd een trap aangelegd die wordt geflankeerd door de beelden van de heilige apostelen Petrus en Paulus. Andere beelden uit de barokke periode versieren het noordelijk portaal. De trap voor de kerk naar de Straße Brühl werd in 1727 gebouwd, de toren werd in 1781 verhoogd en eveneens in barokke stijl veranderd.
Tijdens de bombardementen op Hildesheim op 22 maart 1945 werd ook de Kruiskerk door het oorlogsgeweld zwaar getroffen. Bewaard bleven onder andere de sacristie. Een aantal kerkelijke kunstschatten waren gelukkig tijdig uit het kerkgebouw verwijderd en bleven behouden. In 1948 werd begonnen met de herbouw van de kerk en vanaf 1952 kon de kerk weer voor de eredienst worden gebruikt

## Interieur
Van het interieur zijn o.a. vermeldenswaardig:
- Een beeld van Christus op de koude steen; circa 1520; lindenhout.
- Het aan Maria gewijde vleugelaltaar; houtsnijwerk uit de 15e eeuw.
- Het van brons gegoten doopvont uit 1592 van Mante Pelkinck.
- Een uit hout gesneden gotische piëta.
- Het barokke Maria- en sacramentsaltaar in de apsis van de noordelijke apsis.

## Afbeeldingen

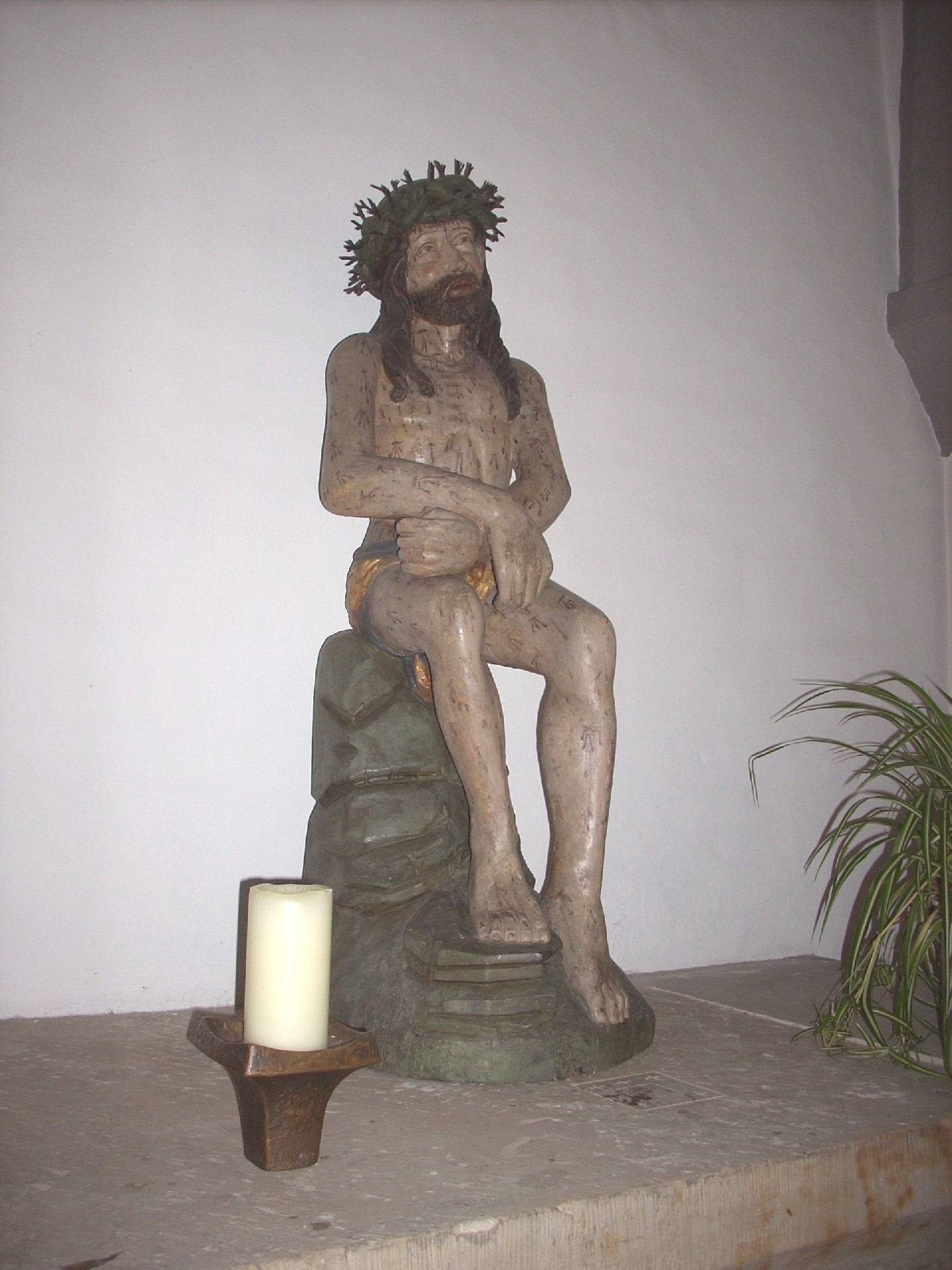
Christus op de koude steen
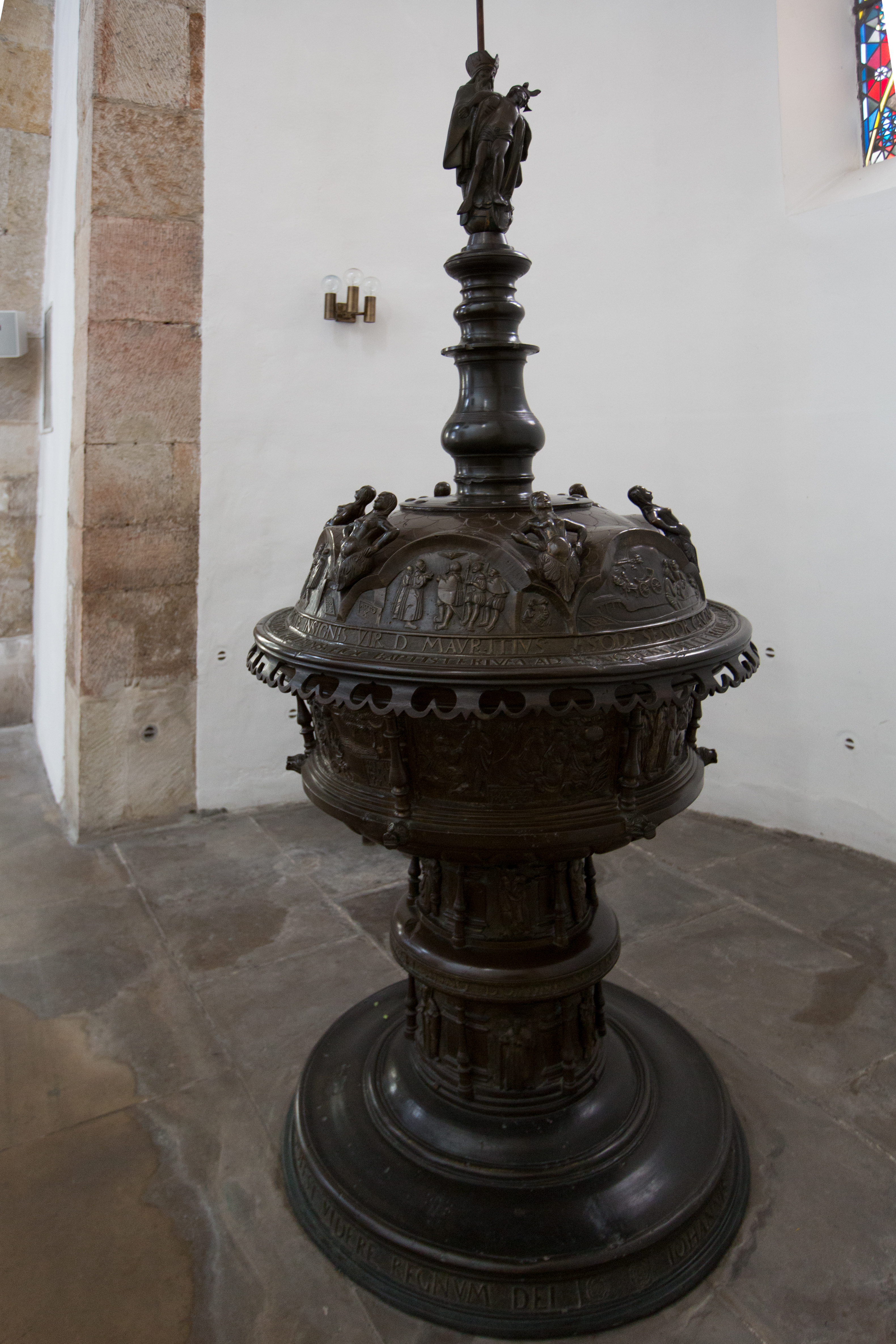
Bronzen doopvont
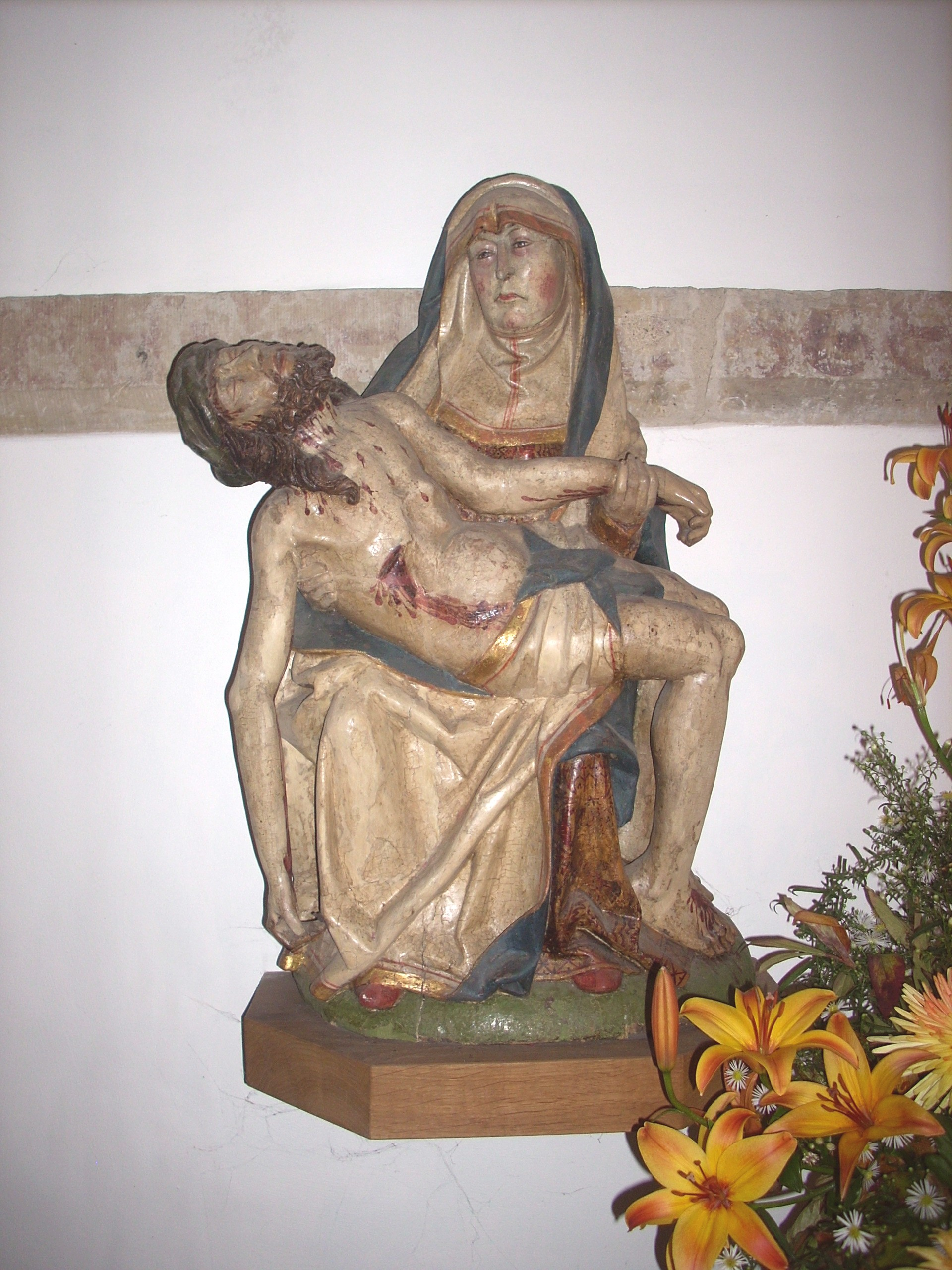
Piëta
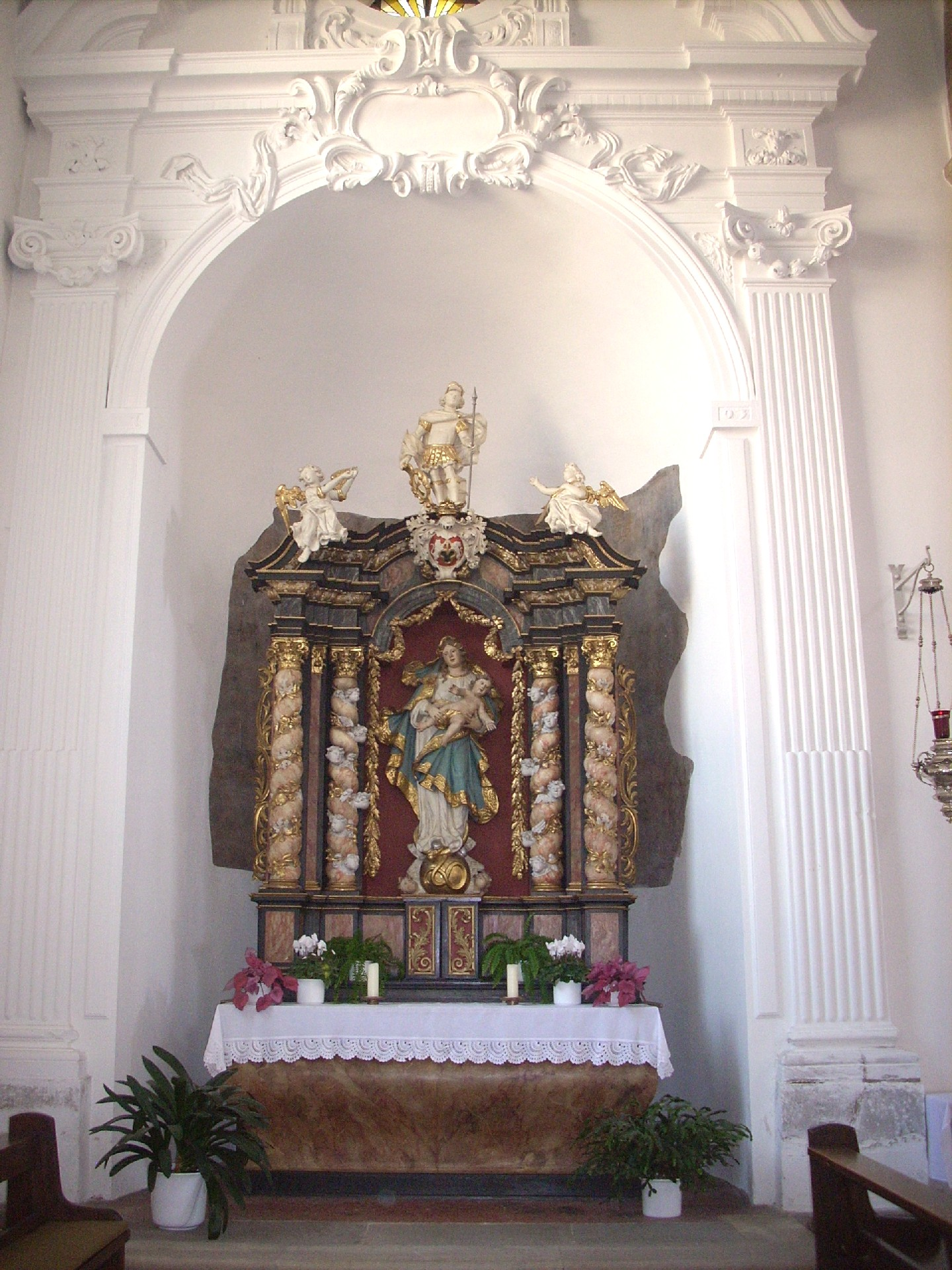
Altaar in het noordelijke apsis
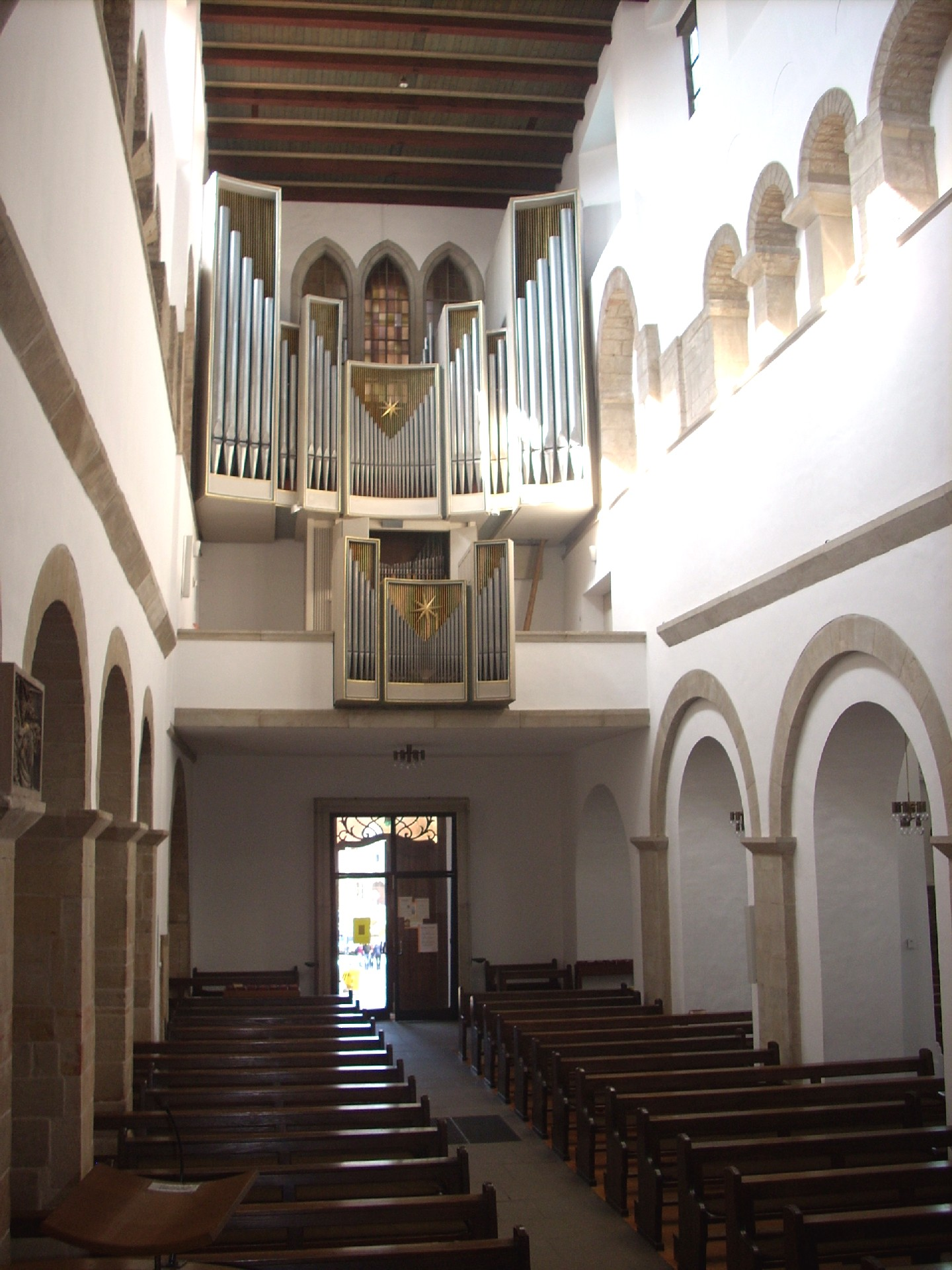
Orgel